# 美しく青きドナウ
『美しく青きドナウ』（うつくしくあおきドナウ、ドイツ語: An der schönen, blauen Donau）作品314は、ヨハン・シュトラウス2世が1867年に作曲した合唱用のウィンナ・ワルツ。
『ウィーンの森の物語』と『皇帝円舞曲』とともにシュトラウス2世の「三大ワルツ」に数えられ、その中でも最も人気が高い。作曲者およびウィンナ・ワルツの代名詞ともいわれる作品である。オーストリアにおいては、正式なものではないが帝政時代から現在に至るまで「第二の国歌」と呼ばれている。

## 邦題
『美しき青きドナウ』とも表記され、また「青」ではなく「碧」という漢字を用いることがある。当記事では『ヨハン・シュトラウス2世作品目録』（日本ヨハン・シュトラウス協会、2006年）記載の『美しく青きドナウ』に従う。オーストリアでは単に『ドナウ・ワルツ』（Donauwalzer、Donau-Walzer）と呼ばれることも多い。
ちなみに、『美しく青きドナウ』という邦題は、原題「An der schönen, blauen Donau」のうちの「An（英語のbyに相当）」を無視したもので、正確に訳すと『美しく青きドナウのほとりに』といった題になる。原題と異なる邦題が定着しているのは日本だけではなく、たとえば英語圏では『The Blue Danube（青きドナウ）』となっている。

## 作曲の経緯
1865年初頭、シュトラウス2世は、ウィーン男声合唱協会から協会のために特別に合唱曲を作ってくれと依頼された。この時シュトラウス2世は断ったが、次のように約束した。
| 「 | 今はできないことの埋め合わせを、まだ生きていればの話ですが、来年にはしたいと、ここでお約束します。尊敬すべき協会のためなら、特製の新曲を提供することなど、おやすい御用です。 | 」 |

約束の1866年、新曲の提供はされなかったが、シュトラウス2世は合唱用のワルツのための主題のいくつかをスケッチし始めた。1867年、シュトラウス2世にとって初めての合唱用のワルツが、未完成ではあったが協会にようやく提供された。シュトラウス2世はまず無伴奏の四部合唱を渡しておいたが、その後、急いで書いたピアノ伴奏部を次のお詫びの言葉とともにさらに送った。
| 「 | 汚い走り書きで恐れ入ります。二、三分で書き終えないといけなかったものですから。ヨハン・シュトラウス。 | 」 |

シュトラウス2世からピアノ伴奏部が協会に送付されてきたとき、この曲には四つの小ワルツがワンセットになっていて、それに序奏と短いコーダが付いていた。この四つの小ワルツとコーダに歌詞を付けたのは、アマチュアの詩人であるヨーゼフ・ヴァイルという協会関係者であった。歌詞を付ける作業は一筋縄ではいかなかった。ヴァイルが四つの小ワルツにすでに歌詞を乗せた後で、シュトラウス2世がさらに五番目の小ワルツを作ったからである。シュトラウス2世はヴァイルに四番目の歌詞の付け替えと、五番目の小ワルツの歌詞、コーダの歌詞の改訂を要求した。

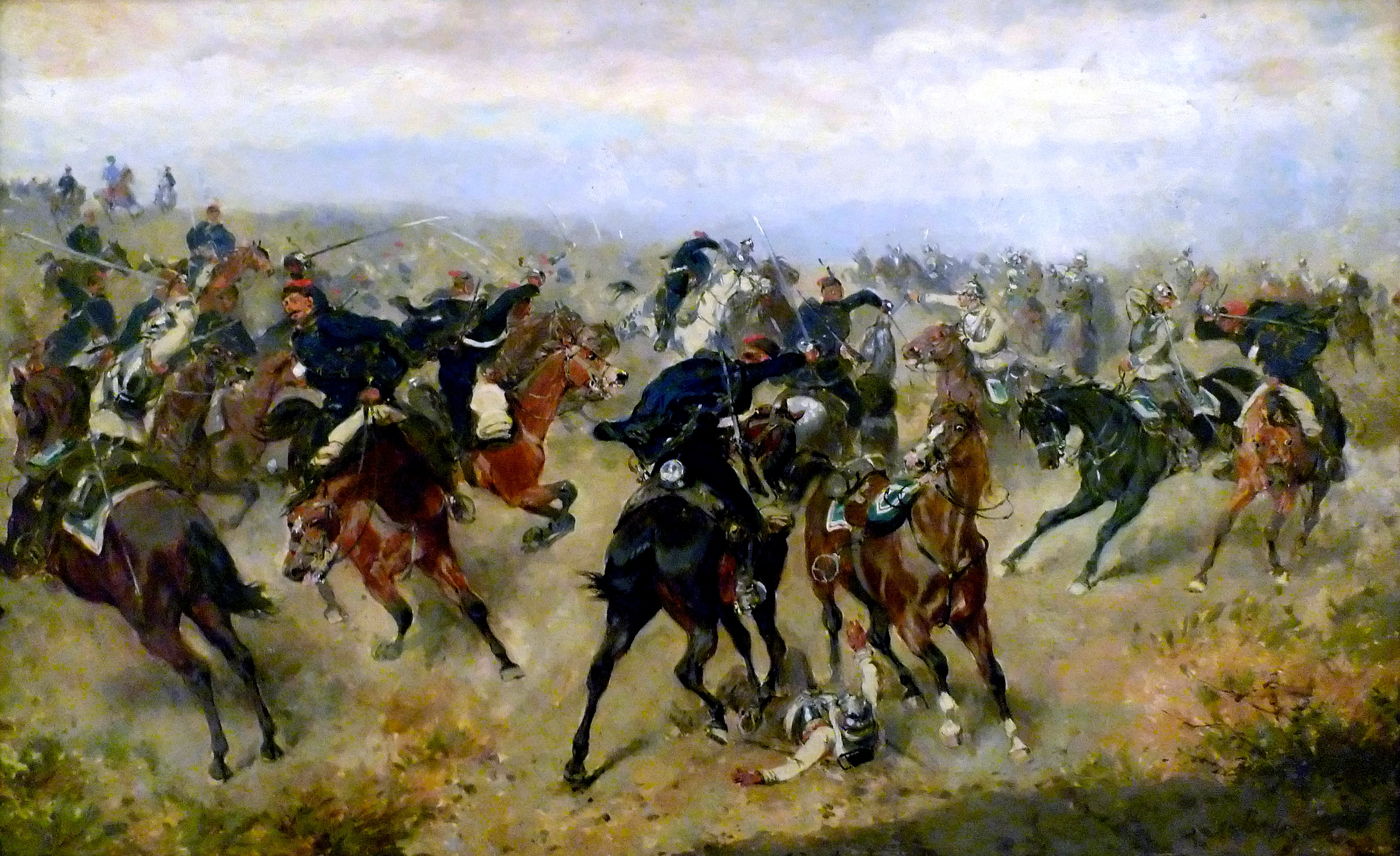
普墺戦争の勝敗を決したケーニヒグレーツの戦い。ここでオーストリア・ザクセン連合軍はプロイセン軍に致命的な大敗北を喫した（1866年7月3日）

普段のヴァイルは警察官として働く人物であり、彼の詩は猥雑で愉快なものとして知られていた。前年の1866年に普墺戦争があり、わずか7週間でプロイセン王国との戦いに敗れたことによって、当時オーストリア帝国の人々はみな意気消沈していた。ヴァイルはこうした世相において、プロイセンに敗北したことはもう忘れようと明るく呼びかける内容の愉快な歌詞を付けた。
| （ドイツ語歌詞） B: Wiener, seid froh … T: Oho, wieso? B: No-so bli-ickt nur um - T: I bitt, warum? B: Ein Schimmer des Lichts … T: Wir seh'n noch nichts! B: Ei, Fasching ist da! T: Ach so, na ja! B: Drum trotzet der Zeit … T: (kläglich): O Gott, die Zeit … B: Der Trübseligkeit. T: Ah! Das wär' g'scheit! Was nutzt das Bedauern, das Trauern, Drum froh und lustig seid! | （日本語訳） ウィーンっ子よ、陽気にやろうぜ！ おう、どうして？ 見回してみろよ！ だから、どうして？ ほら、ほのかな光だ そんなもの、見えないぜ！ ほら、謝肉祭さ！ ああ、そうだった！ ご時世なんて気にするな… こんな、時世なんざ！ 悲しんだって、どうしようもないさ そうだな、その通りよ！ 苦しんだって、悩んだって、 何の役にも立ちゃしない だから、楽しく愉快にいこうぜ！ |

## 曲名決定

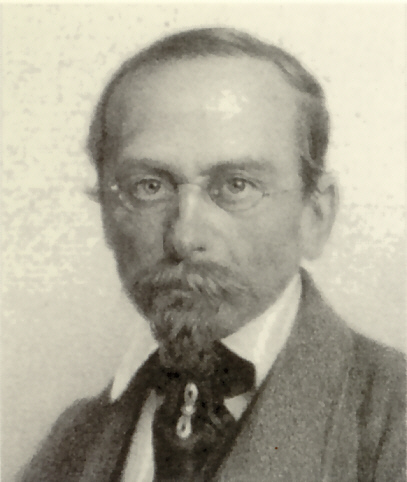
カール・イシドール・ベック

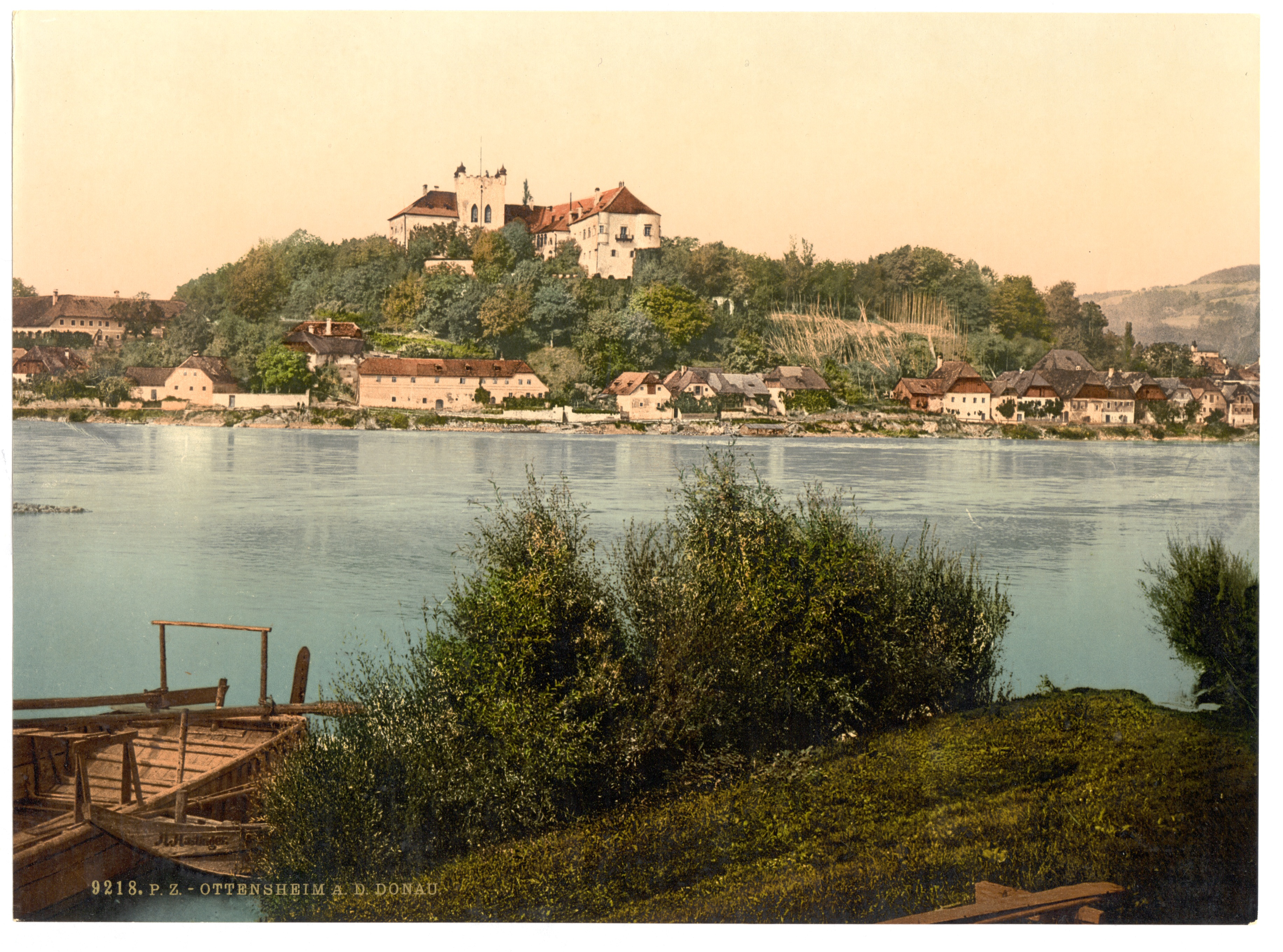
オーストリア＝ハンガリー帝国時代のドナウ川（1890年から1905年の間に撮影）

協会の記録や議事録、パート譜のセットや1867年2月15日以前の新聞には、『美しく青きドナウ』という曲名は一切出ておらず、初演の直前になって曲名が決められたようである。最終的にハンガリーの詩人カール・イシドール・ベックの作品『An der Donau』の一節を曲名として拝借することになったが、誰がこの曲名に決めたのかは明らかでない。
| 『An der Donau』 Und ich sah Dich reich an Schmerzen Und ich sah Dich jung und hold Wo die Treue wächst im Herzen Wie im Schacht das edle Gold, An der Donau, An der schönen, blauen Donau. | （日本語訳） 憂いに満ちた君が見える。 若く美しい君が見える。 変わらぬ思いが心の中で大きくなっていく、 高貴なる黄金のごとく。 ドナウ川のほとりで、 美しく青きドナウのほとりで。 |

ウィーンから眺めるドナウ川の色は、濁った茶色かせいぜい深緑色といったところであり、『美しく青きドナウ』という曲名のイメージには程遠い。ドナウ川が美しい青色に見えるのはハンガリー平原に入ってからといわれ、ベックがハンガリー人であることからも推測できるが、この詩はそもそもハンガリー（おそらく国土の南部）を流れるドナウ川のほとりを舞台にした恋の詩だと考えられている。（もともとはウィーンから見ても綺麗な川だったが、皇帝フランツ・ヨーゼフ1世の治世下で治水工事が行われた結果、景観がすっかり変わってしまったとする説もある）
シュトラウス2世の父ヨハン・シュトラウス1世のワルツ『ドナウ川の歌』（作品127）の旋律が、このワルツに似て「ソ・ド・ミ・ソ・ソ」で始まることも、ドナウ川に関する曲名に決まった理由の一つだと指摘される。おそらく、『ドナウ川の歌』のおかげでまずドナウの題名とすることが決まり、そしてベックの詩の一節から『美しく青きドナウ』に決まったのであろう。いずれにせよ、歌詞が先行して付けられ、最後の土壇場で歌詞とはまったく無関係な曲名が付けられたということは疑いようがない。なぜならば、初演の直前まで『美しく青きドナウ』という曲名が出てこないのに加えて、ヴァイルの歌詞には「ドナウ」という文字が一度たりとも出てこないからである。

## 初演

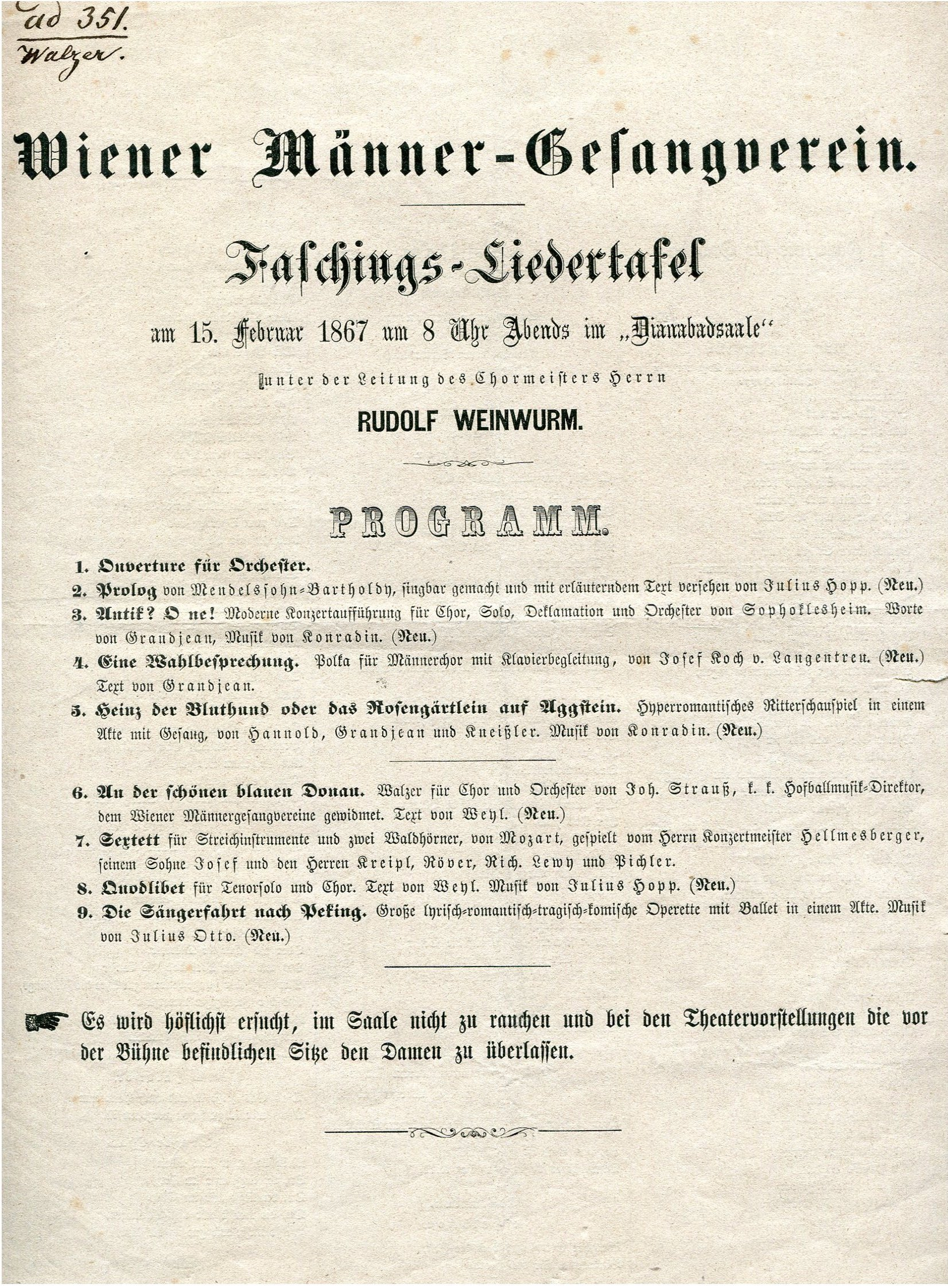
初演時のプログラム。「宮廷舞踏会音楽監督ヨハン・シュトラウスによる合唱とオーケストラのためのワルツ。ウィーン男声合唱協会に献呈（新曲）」

初演の直前、曲にオーケストラ伴奏を付けることが決まり、シュトラウス2世は急ピッチで作曲の筆を進めた。ドナウ川をイメージしたと伝えられる序奏部分も、初演の直前に急いで書き足されたものである。
そして1867年2月15日、ウィーンの「ディアナザール」で初演された。当日夜、シュトラウス2世とシュトラウス楽団は宮廷で演奏していたため、合唱指揮者ルドルフ・ワインヴルムの指揮のもと、当時ウィーンに暫定的に駐留していたハノーファー王歩兵連隊管弦楽団の演奏で初演された。この日の合唱には、当時11歳だったヨーゼフ・ヘルメスベルガー2世も参加している。
初演は不評に終わったと言われることが多いが、実際のところ当時のウィーンの新聞の多くはこの初演の成功を報じている。
けっして不評というわけではなかったが、しかしアンコールがわずか1回だけだったことは作曲者にとって期待外れだった。イグナーツ・シュニッツァーに宛ててシュトラウス2世はこう書いている。
| 「 | ワルツは迫力不十分だったかもしれない。しかし合唱曲を作ろうとして、その声楽パートを考えるとき、ダンスのことばかり念頭に置くわけにもいかない。聴衆が私からなにか違ったものを期待していたとしたら、このワルツはそうそう客を満足させてやれないよ。 | 」 |

男声合唱協会がこのワルツを歌ったのは、その後の23年間でわずか7回だけであった。敗戦を受けて付けられた風刺的な歌詞は、時が経ってウィーン市民が敗戦のショックから立ち直るにつれて時代に合わなくなったのである。2月15日の初演は失敗ではなかったものの、大成功を収めたとは到底いえなかった。シュトラウス2世はとりあえず合唱版から長いコーダを省き、3月10日にフォルクスガルテンでオーケストラのみの版を初演した。

## 「第二の国歌」へ

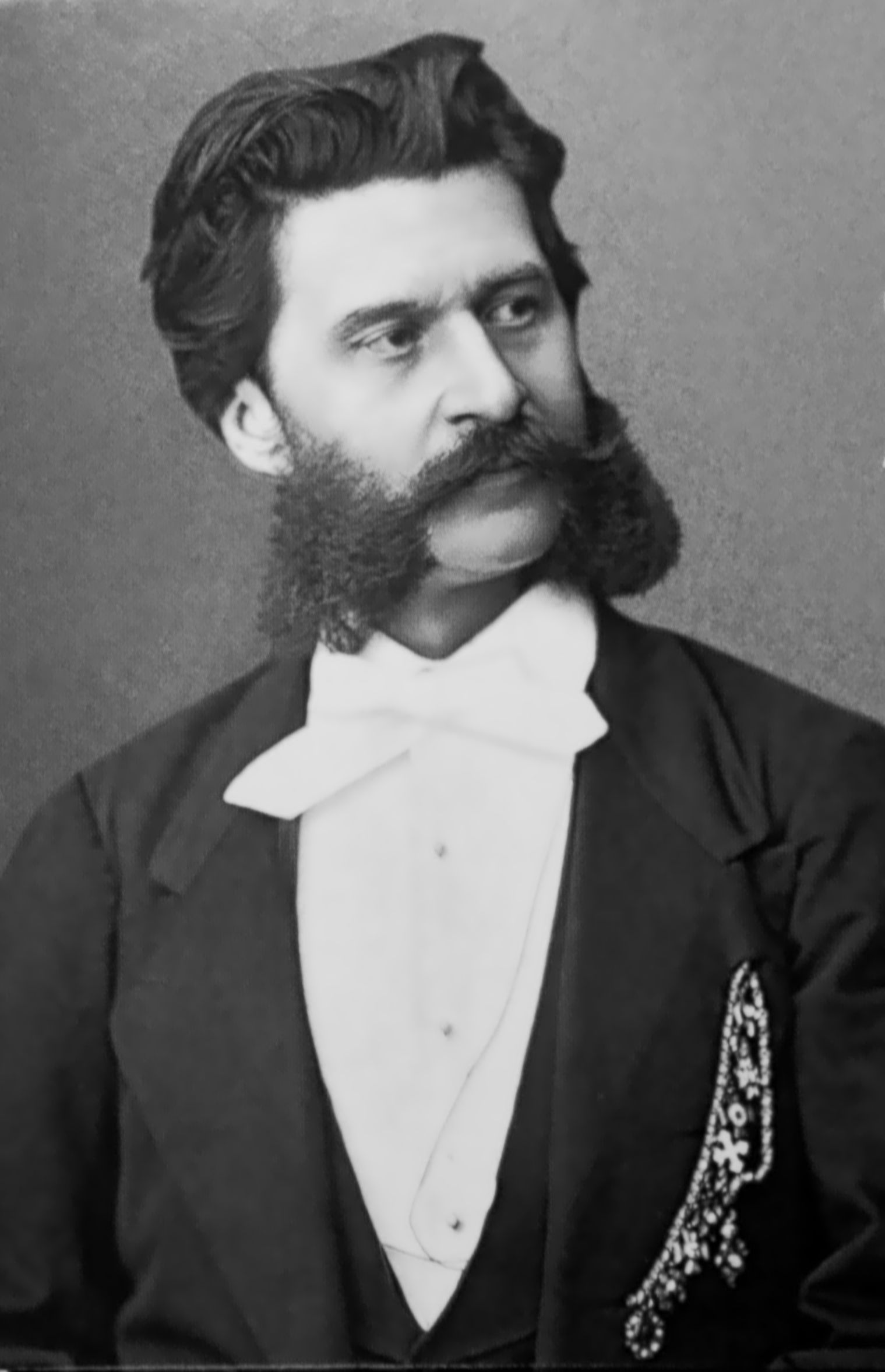
ヨハン・シュトラウス2世（1867年、パリにおいて撮影）

1867年4月、パリ万博が開催されると、シュトラウス2世は弟のヨーゼフとエドゥアルトにウィーンを任せて単身パリに向かった。そして万博会場においてしばらく遠ざかっていた『美しく青きドナウ』を演奏すると、今度は期待以上に高い評価を受けた。5月28日、パリのオーストリア大使館でのイベントでは、臨席したフランス皇帝ナポレオン3世からも賞賛を受けたという。ジュール・バルビエによってフランス語の新しい歌詞が贈られ、やがて人々はこの歌詞を口ずさむほどになった。このパリでの大成功の後、8月上旬にシュトラウス2世はロンドンに渡ったが、こちらでもパリと同様に絶賛された。また、こうした評判がウィーンにも届くとウィーンでも演奏されるようになり、たちまち世界各地で演奏されるようになった。
各国ごとに大量の楽譜が印刷され、そのいずれもが好調な売り上げを記録した。当時シュトラウス一家の楽譜出版を一手に担っていたC.A.シュピーナ社は、一万部印刷可能な銅板を『美しく青きドナウ』のために100枚も必要としたという。これはラジオ誕生以前の楽譜の売れ行きとしては最高の数字であった。シュトラウス2世は演奏旅行の際には必ずこの曲を披露するようになった。1872年6月17日にシュトラウス2世を招いてアメリカ合衆国ボストンで催された「世界平和記念国際音楽祭」では、2万人もの歌手、1000人のオーケストラ、さらに1000人の軍楽隊によって、10万人の聴衆の前でこのワルツも演奏された。
日増しに高まる名声を受けて、初演から7年後（1874年か）、エドゥアルト・ハンスリックはこう論評している。
| 「 | 皇帝と王室を祝ったパパ・ハイドンの国歌と並んで、わが国土と国民を歌ったもう一つの国歌、シュトラウスの『美しき青きドナウ（ママ）』ができたわけだ。 | 」 |

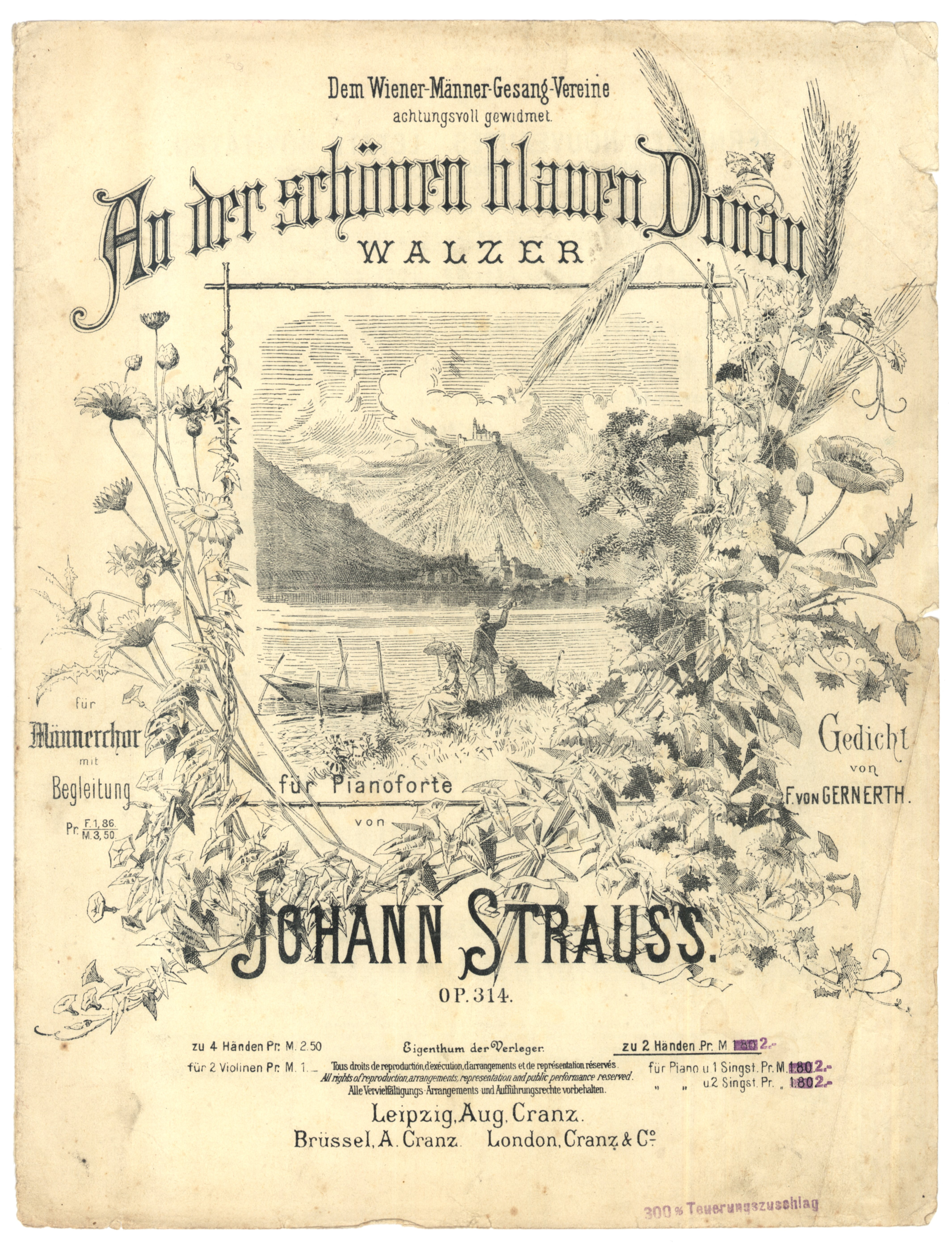
新版のピアノ譜表紙絵。右側にフランツ・フォン・ゲルネルトの名前があるため、1890年以後の出版である

このハンスリックの論評は、歌詞の内容をまったく考慮していない、曲名とメロディーだけを評価したものであったが、やがて「国歌」にふさわしい歌詞が伴うようになる。1890年、フランツ・フォン・ゲルネルトによる現行の歌詞に改訂されたのである。ゲルネルトもやはりヴァイルと同様にウィーン男声合唱協会の会員で、彼は作曲や詩作をたしなむ裁判所の判事であった。新たに付けられた歌詞は、かつてヴァイルが付けたものとはまったく異なる荘厳な抒情詩であった。
| （ドイツ語） Donau so blau, so schön und blau durch Tal und Au wogst ruhig du hin, dich grüßt unser Wien, dein silbernes Band knüpft Land an Land, und fröhliche Herzen schlagen an deinem schönen Strand. | （日本語訳） いとも青きドナウよ、 なんと美しく青いことか 谷や野をつらぬき、 おだやかに流れゆき、 われらがウィーンに挨拶を送る、 汝が銀色の帯は、 国と国とを結びつけ、 わが胸は歓喜に高鳴りて、 汝が美しき岸辺にたたずむ。 |

改訂新版が初めて歌われたのは1890年7月2日で、この後広く「ハプスブルク帝国第二の国歌」と呼ばれるようになった。ウィーンを流れるドナウ川をヨーロッパの国々に繋がる一本の帯に見立てた、国土を謳う立派な歌詞が付けられたことで、このワルツはハプスブルク帝国およびその帝都ウィーンを象徴する曲に生まれ変わったのである。合唱団はいずれもこの新しい歌詞のほうを好み、ヴァイルによる歌詞は歌われなくなった。現行の歌詞は、ウィーン少年合唱団による歌唱でも有名である。
オーストリアでは帝政が廃止された後、ハイドンによる皇帝讃歌『神よ、皇帝フランツを守り給え』から別の国歌に変更され、さらに紆余曲折を経て1946年には（かなり疑わしいが）モーツァルトの作品とされる『山岳の国、大河の国』に変更された。その一方で『美しく青きドナウ』は、オーストリア＝ハンガリー帝国時代と変わらず「第二の国歌」としての立ち位置を維持した。1945年4月にオーストリアはナチス・ドイツ支配から解放されたが、独立後の国歌が未定だったことから、オーストリア議会はとりあえず正式な国歌が決まるまでの代わりとして『美しく青きドナウ』を推奨した。
戦後20年ほどが経過した1964年、ウィーン・フィルハーモニー管弦楽団とともにテアトロ・コロンへ客演旅行に出たカール・ベームは、最後の演奏会で「ここで我々は感謝のためにさらにオーストリア国歌を演奏いたします」と述べて、国歌と聞いて反射的に起立した聴衆の前で『美しく青きドナウ』を演奏した。ベームはこの曲のことをのちに出版した回想録のなかでも「三拍子のオーストリア国歌」と表現している。現在のオーストリアでも、このワルツは依然として「第二の国歌」と呼ばれ続けている。

## 逸話

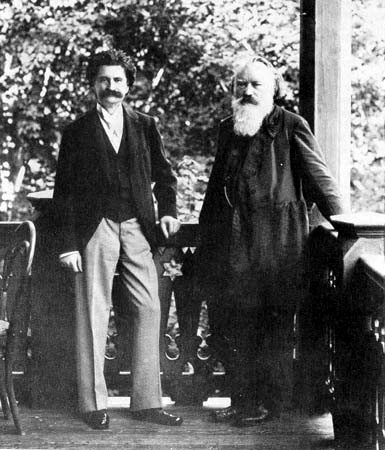
シュトラウス2世とブラームス（1894年撮影）

シュトラウス2世の親友であったブラームスは、このワルツの讃美者だったことで知られる。シュトラウス2世の継娘アリーチェから彼女の扇子にサインを求められた際、ブラームスはこの『美しく青きドナウ』の冒頭の数小節を書き、その下にこう書き添えた。
| 「 | 残念ながら、ヨハネス・ブラームスの作品にあらず。 | 」 |

上のブラームスの言葉は非常に有名なものであるが、その他にもこのワルツを讃えるブラームスの言動がいくつか伝わっている。ブラームスはシュトラウス2世夫人アデーレに写真を贈った際、写真の裏に自分の『交響曲第4番』の最初の数小節を書き、さらに対位法で『美しく青きドナウ』の冒頭を組み合わせて書き、自分とシュトラウス2世の芸術の結びつきを示したという逸話がある。
1892年、プラーター公園において「ウィーン国際音楽演劇博覧会」が開催されることとなり、ブラームスは開催委員会から祝祭カンタータの作曲を持ちかけられた。このとき彼は「イベント関係には関わりたくない」という理由で、自分ではなくブルックナーを推薦した。ブルックナーを推薦した一方で、ブラームスはこの祝祭カンタータについて大真面目にこう提案したという。
| 「 | ≪美しく青きドナウ≫に美しい文学的な詩をつけて混声合唱用に編曲する。どうだ良いだろう。 | 」 |

ブラームスの他、ワーグナーもこのワルツが大のお気に入りであった。ワーグナーもシュトラウス2世のワルツを好んだ者の一人で、彼が最も好きだったのはこの『美しく青きドナウ』、次いで好きだったのは『酒、女、歌』（作品333）だったと伝わる。また、『高雅で感傷的なワルツ』や『ラ・ヴァルス』などで知られるラヴェルも、このような言葉を残している。
| 「 | ワルツは、あらゆる作曲家を誘惑する形式だ。だが成功したのはほんの一握りの作曲家だけだ。モーツァルトはレントラーを作曲したが、これはもうウィーン風のワルツ。ベートーヴェンが作曲したのはドイツ舞曲だ。そしてもちろんシューベルト、シューマン、ブラームス、シャブリエ、ドビュッシーも作曲した。だが真に成功したのは誰だろう。それはヨハン・シュトラウスただ一人だ。彼は奇跡的に、皆が書きたいと思ったワルツを作曲し得たのだ。≪美しく青きドナウ≫だよ。 | 」 |

後年には「シュトラウス」といえば『美しく青きドナウ』というほどにワルツ王の代表作として定着していた。シュトラウス2世が死去した1899年6月3日の午後、ウィーンのフォルクスガルテンにおいて野外コンサートが催されていた。シュトラウス2世の訃報が届くと、指揮者エドゥアルト・クレムザーは、大勢の聴衆にこのことを手短に報告した後、静かにこのワルツを演奏し始めた。また、交響詩『ツァラトゥストラはかく語りき』などで知られる同姓の作曲家リヒャルト・シュトラウスは、最晩年にロンドン公演のためにイギリスを訪れた際に「あなたがあの『美しく青きドナウ』の作曲者ですか？」と何度も尋ねられたという。

## 楽曲構成

### 序奏

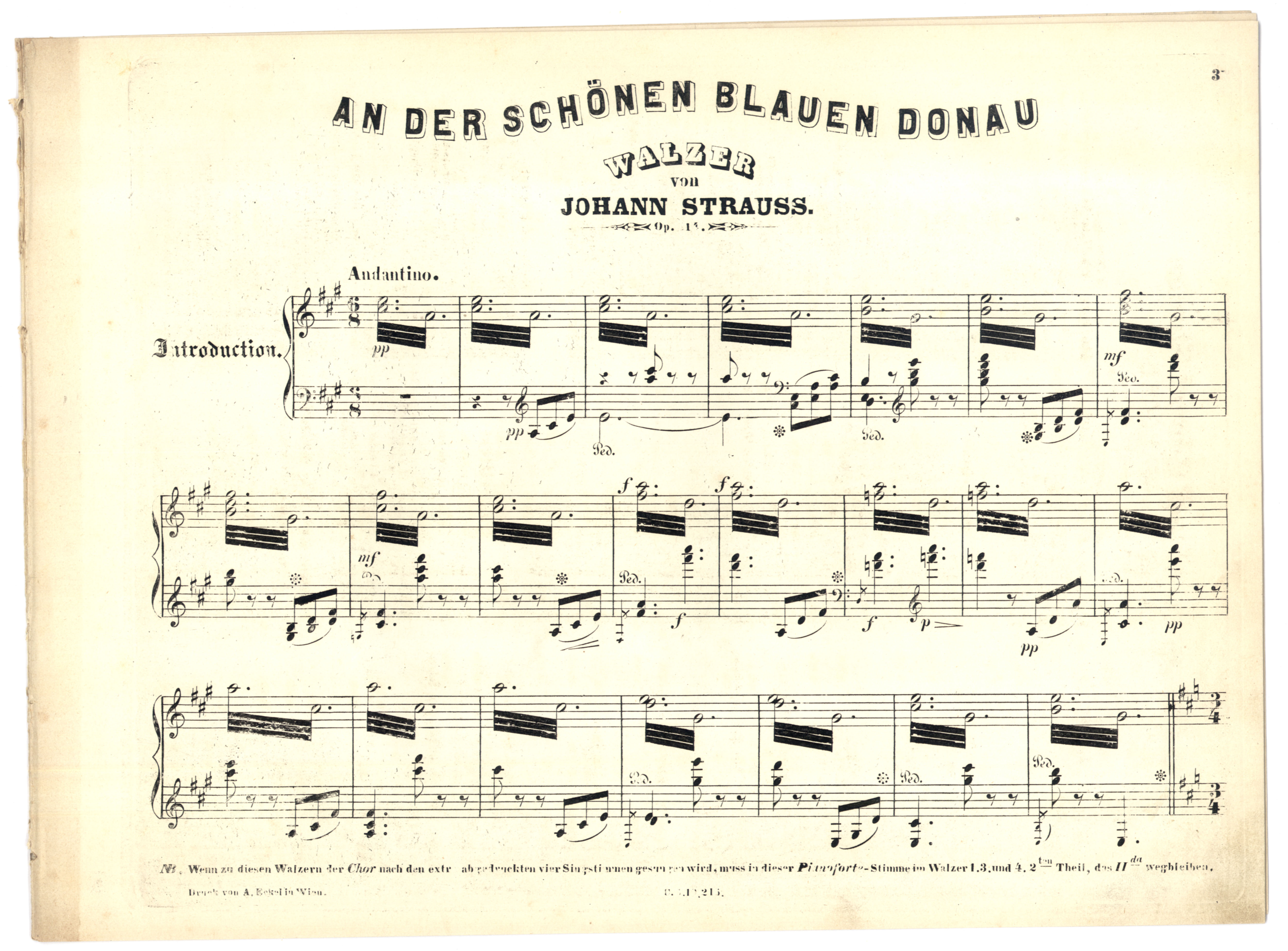
序奏部分のピアノ譜

アンダンティーノ、イ長調、8分の6拍子
トレモロに乗せて、のちに登場する「ド・ミ・ソ・ソ」というワルツの主旋律がゆるやかに示される。ニ長調、4分の3拍子の「テンポ・ディ・ヴァルス」に移り、「ワルツ」部分が準備される。ドナウ川の穏やかな流れを思わせるこの序奏のメロディーは特に有名な部分であり、オーストリアの人々の挨拶（グリュースゴット）の代わりにもなったほどである。

### 第1ワルツ
ニ長調、二部形式（A・A’||:B:||）

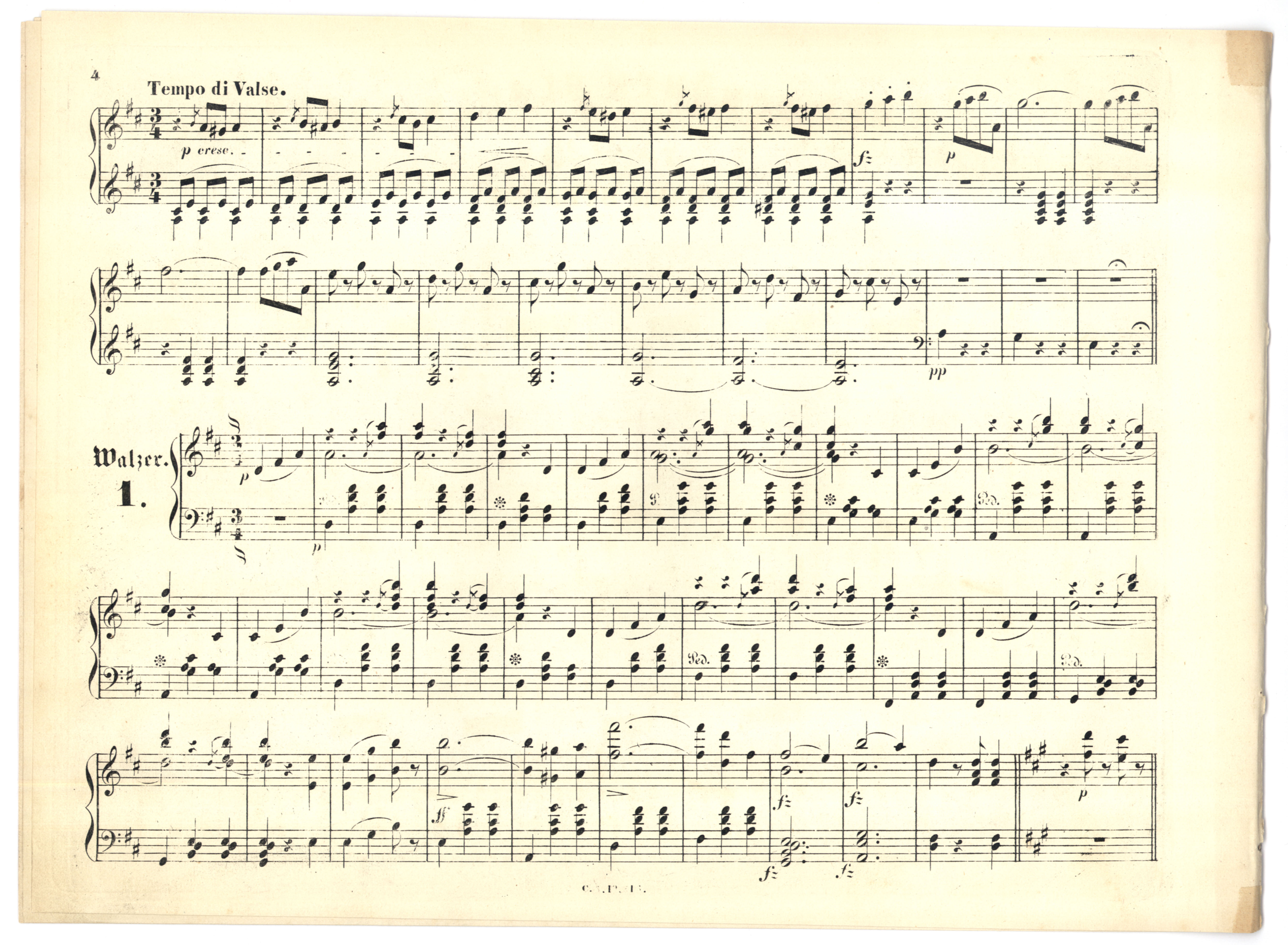
序奏の続きと第1ワルツ

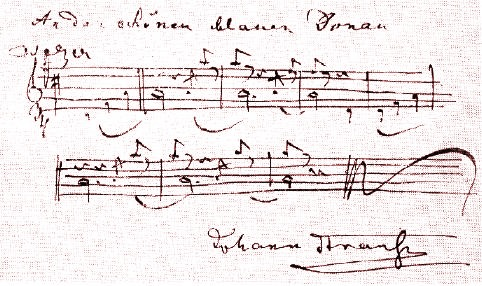
第1ワルツの最初の数小節（作曲者の自筆・署名入り）

Aの中心となるのは次の楽譜の部分である。「ド・ミ・ソ・ソ」というメロディーから始まるこの第1ワルツは、曲全体のなかでも特によく知られる部分である。
Aパート
続くBではイ長調に移り、次の部分が中心となる。
Bパート

### 第2ワルツ
ニ長調、三部形式（||:A:||B・A||）
Aは歯切れのよい次の楽譜に始まる。
Aパート

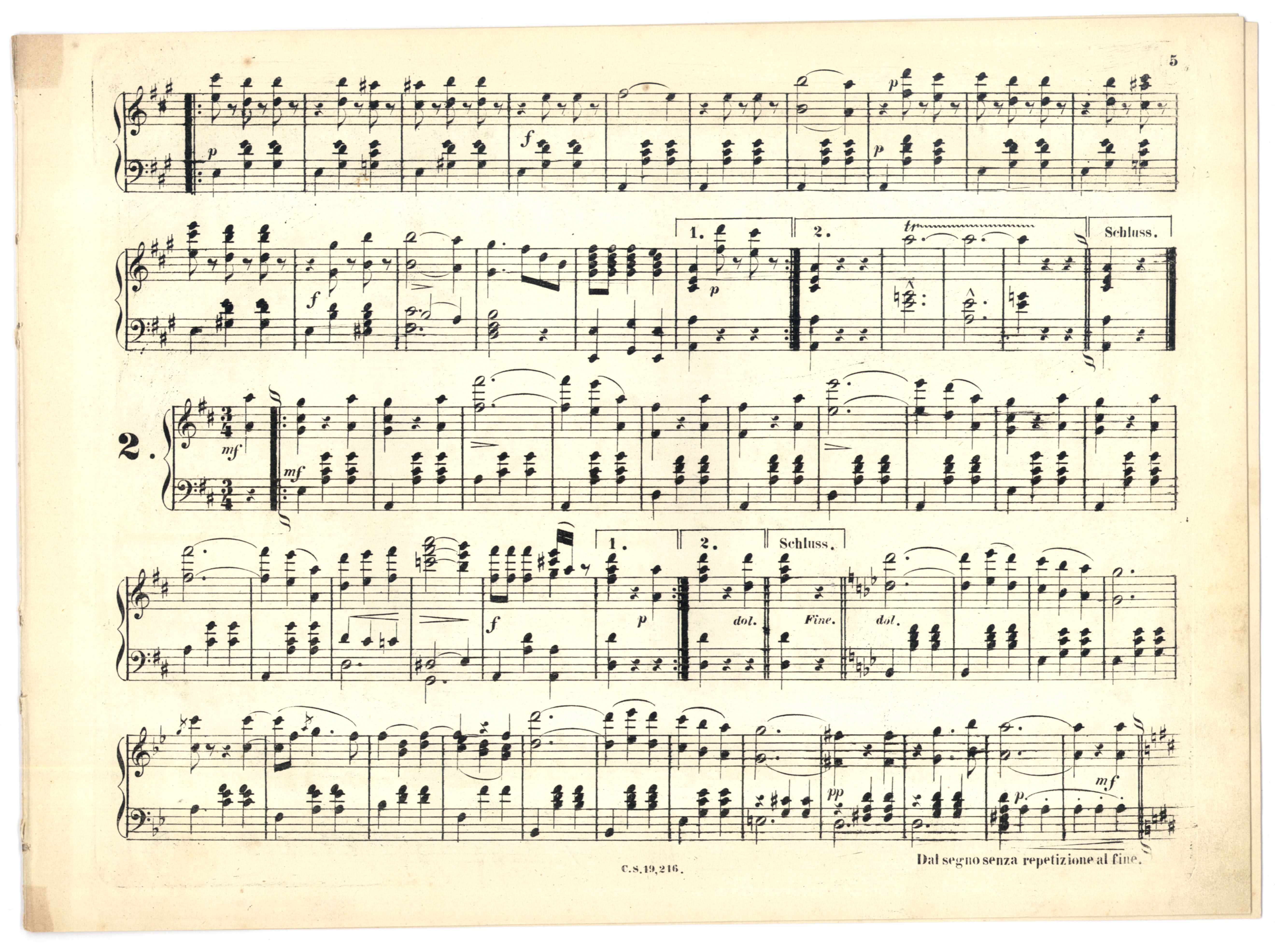
第1ワルツの続きと第2ワルツ

Bはいきなり三度の転調をおこなって変ロ長調に移行し、流れるようなメロディーが奏でられる。
Bパート

### 第3ワルツ
ト長調、二部形式（||:A:||:B:||）
Aは次の楽譜に始まる。
Aパート

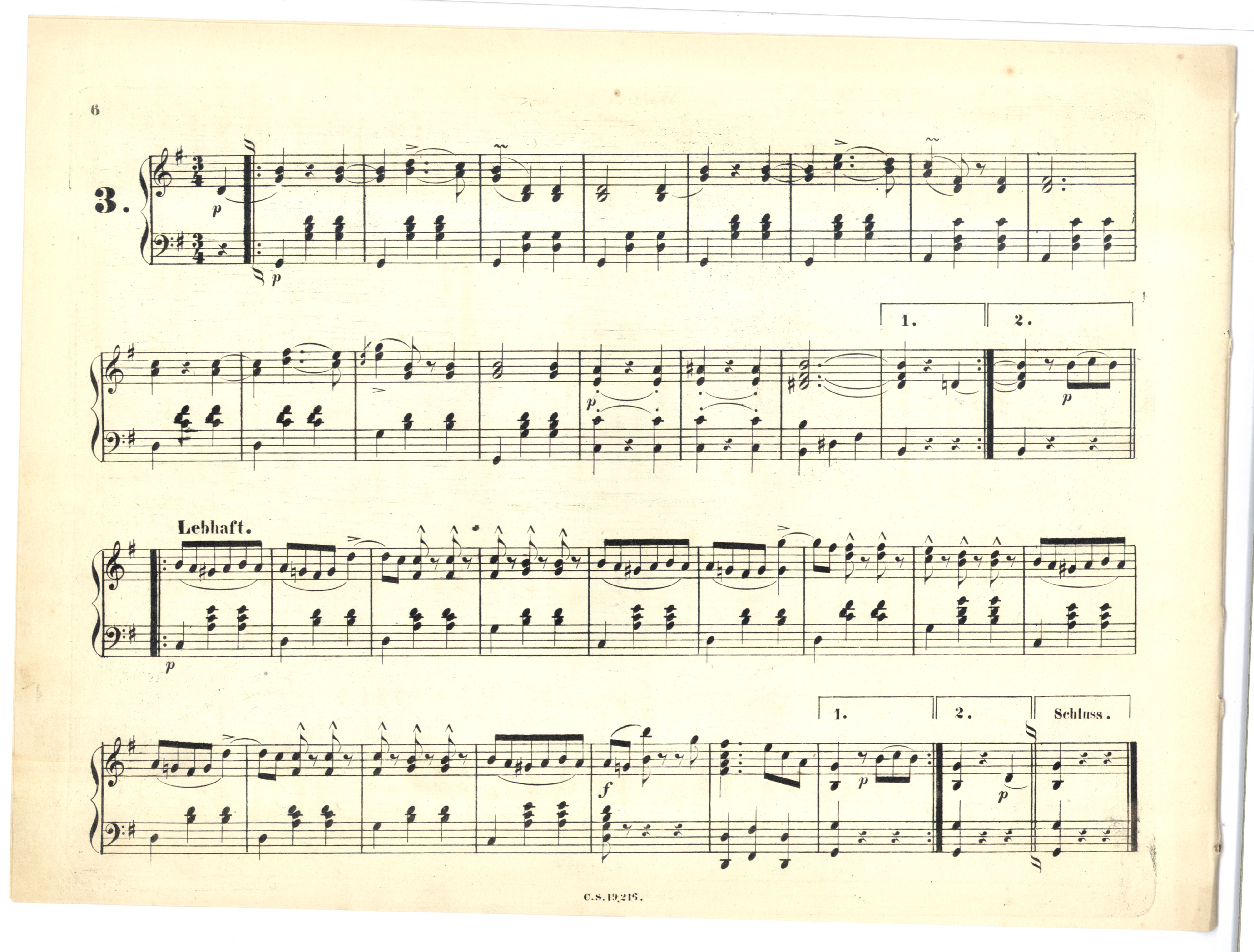
第3ワルツ

Bは転調することなく、速度をヴィヴァーチェに速める。
Bパート

### 第4ワルツ
ヘ長調、二部形式（||:A:||:B:||A）

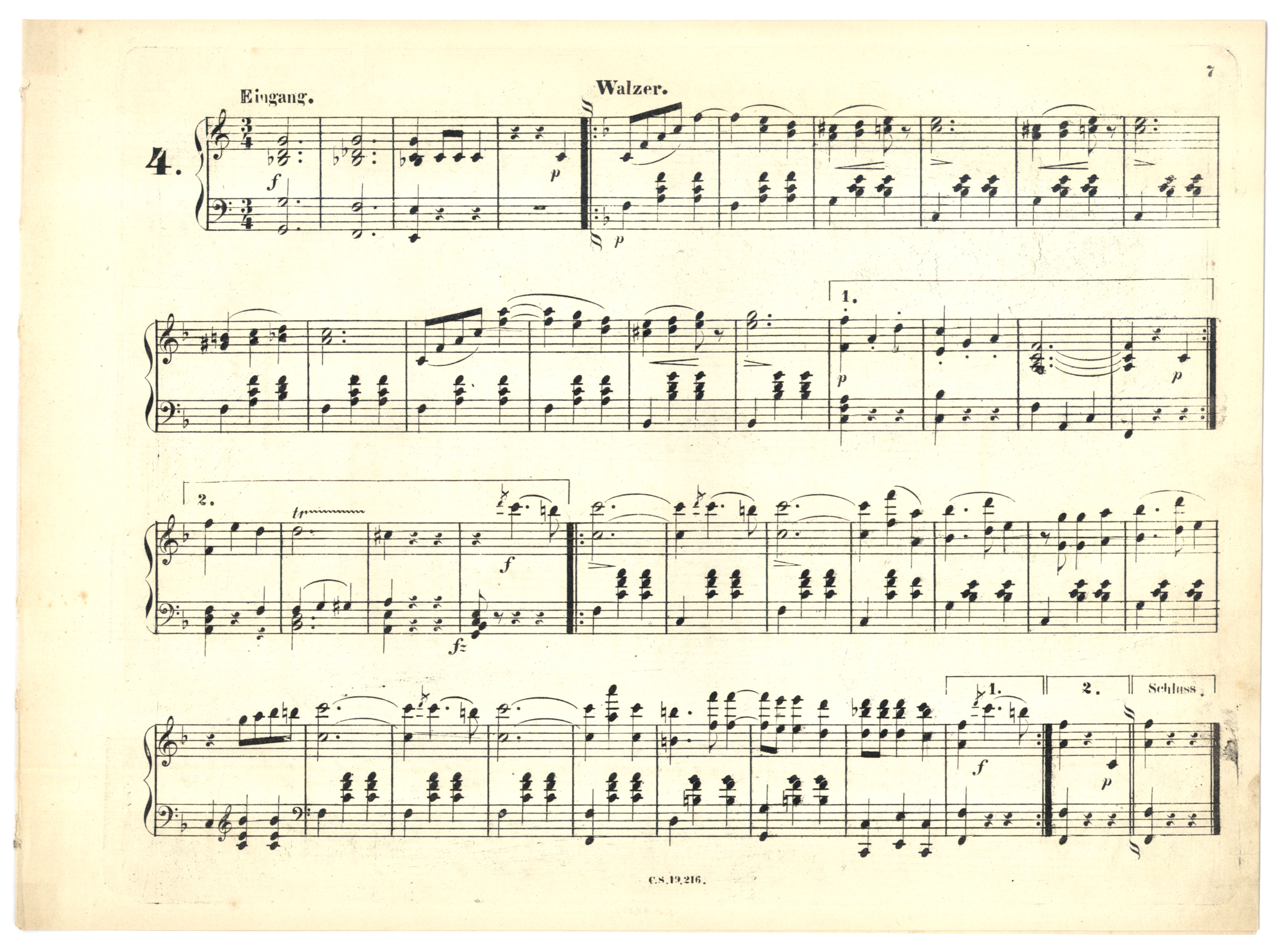
第4ワルツ

転調のために4小節からなる経過句が挟まれ、それに続いてAの主旋律が奏でられる。
経過句、Aパート
Bはフルートを用いて演奏される。次の楽譜が中心となっている。
Bパート

### 第5ワルツ
イ長調、二部形式（A||:B・B’:||）
経過部

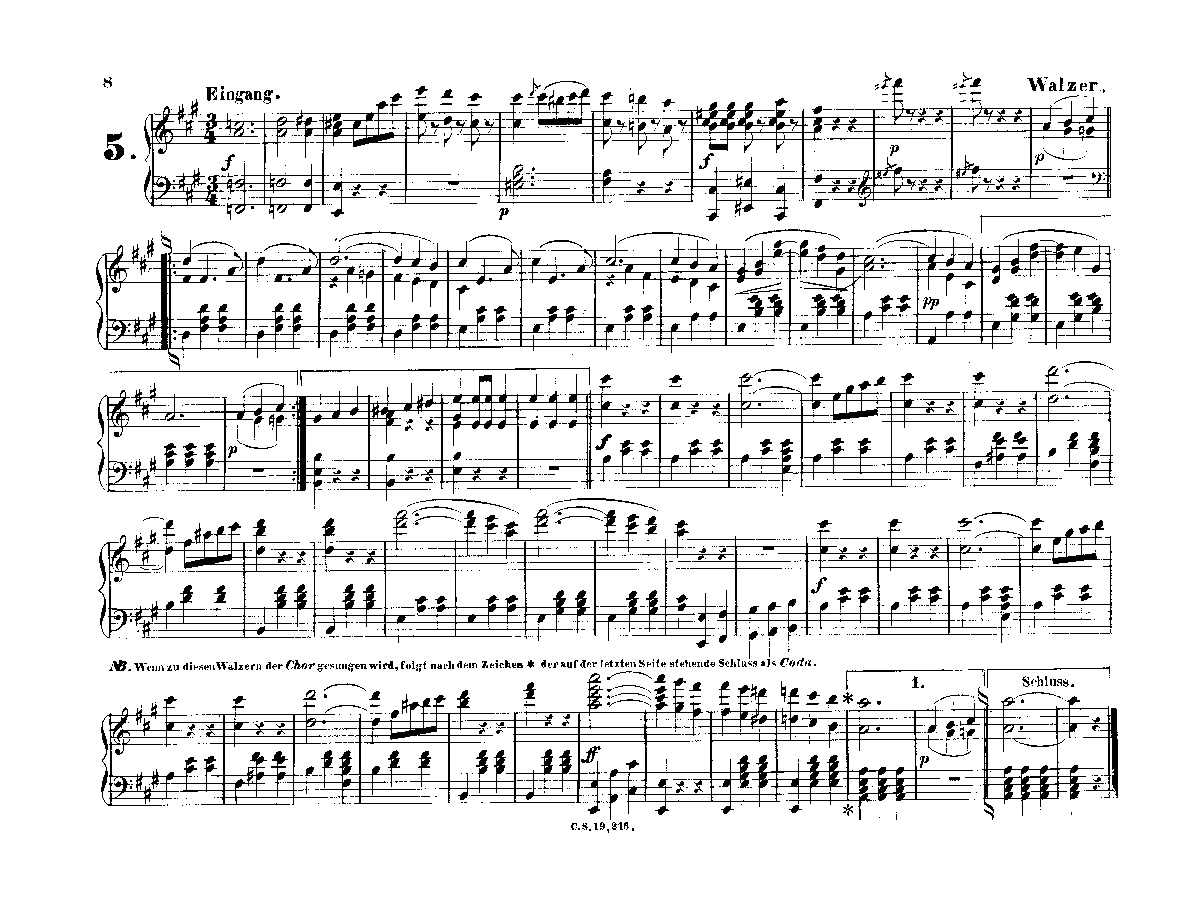
第5ワルツ

ヘ長調から経過部を通って、イ長調に移行し、Aに入る。 
Aパート
Bは次の楽譜を中心とした、活発な部分である。
Bパート

### 後奏
一般的には、「第3ワルツ」のAの音型に導かれて「第2ワルツ」のAがニ長調で示され、続いて「第4ワルツ」のAがヘ長調で奏でられ、最後に「第1ワルツ」の主旋律がニ長調で現れて、変化が激しい結びの句に移って力強く終わる。
合唱版では、「第5ワルツ」のBからいきなり力強い結びに入り、すぐに終わる。
- コーダ1
- コーダ2
- コーダ3

## ニューイヤーコンサート

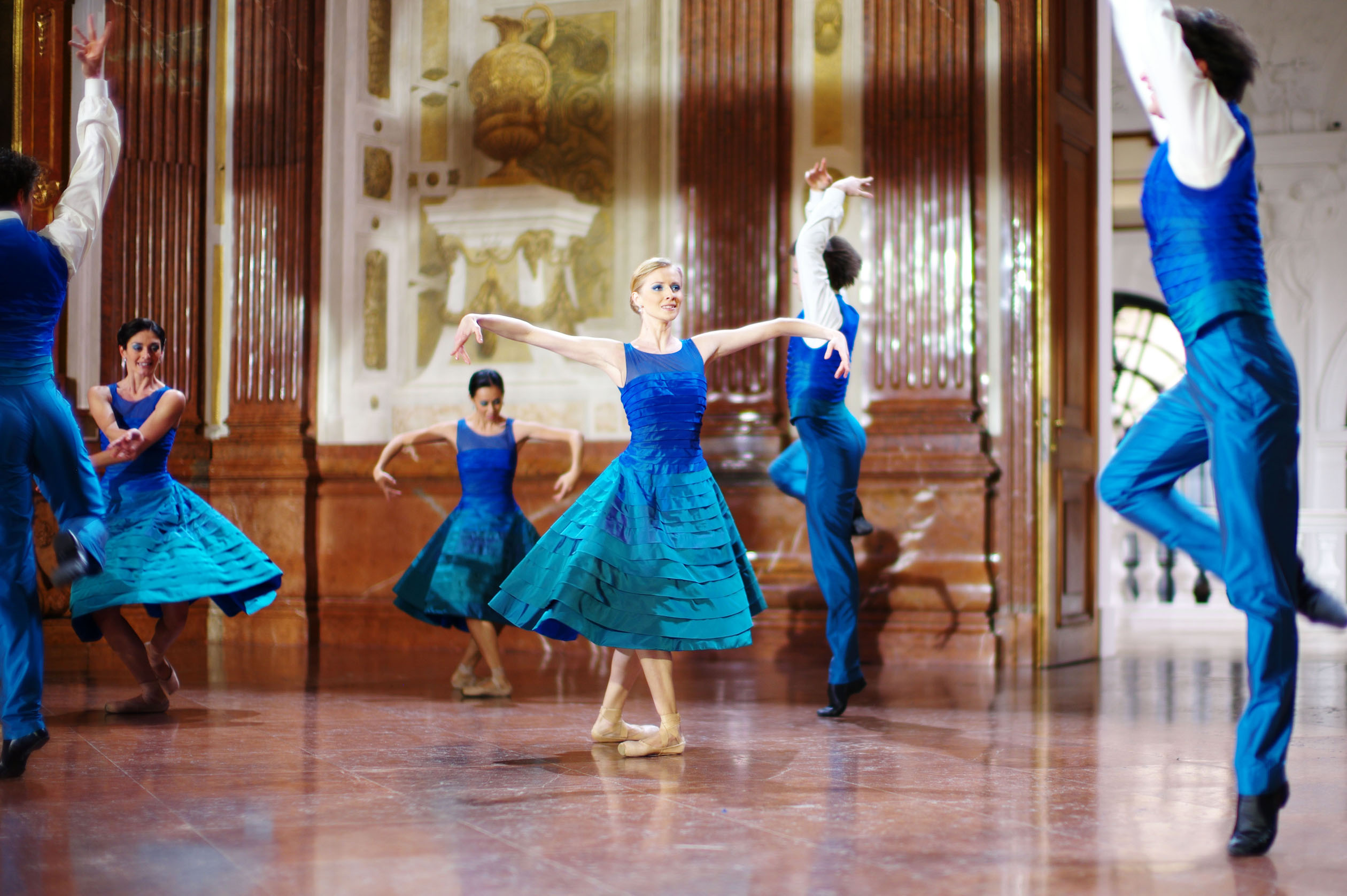
ニューイヤーコンサート2012の『美しく青きドナウ』バレエ（画像はリハーサル時のもの）

大晦日から新年に代わるとき、公共放送局であるオーストリア放送協会は、シュテファン大聖堂の鐘の音に続いてこのワルツを放映するのが慣例となっている。それに続いて元日正午から始まるウィーン・フィルハーモニー管弦楽団のニューイヤーコンサートでは、3つのアンコール枠のうちの2番目としてこのワルツを演奏するのが通例である。つまりオーストリアでは毎年元日に少なくとも2回は『美しく青きドナウ』が公共放送から流れてくるのを聴くことができる。ニューイヤーコンサートでは、序奏部を少しだけ演奏した後、聴衆の拍手によって一旦打ち切り、指揮者や団員の新年の挨拶が続くという習慣となっている。
父シュトラウス1世の『ラデツキー行進曲』も同コンサートを締めくくる定番の曲であるが、こちらも国家的な行事や式典でたびたび演奏される曲である。これら二つの曲が同コンサートにきまって取り上げられるのは、ただ人気が高いからというだけの理由ではなく、オーストリアを象徴する曲だということも大きな理由なのである。ちなみに、カラヤンとケンペはステレオ初期にウィーン・フィルを指揮して録音した「シュトラウス・アルバム」に、この曲を含めていない。
日本においては、京都市交響楽団などがニューイヤーコンサートで演奏する事も多い。近年は特に京都市少年合唱団との共演で行なっている事も少なくない。